# Ratzenhofen
Ratzenhofen ist ein Gemeindeteil der Gemeinde Elsendorf im niederbayerischen Landkreis Kelheim. Bis 1985 war Ratzenhofen auch der Name der jetzigen Gemeinde Elsendorf.

## Lage
Das Dorf Ratzenhofen liegt in der Hallertau an der Abens etwa einen Kilometer südlich von Elsendorf.

## Geschichte
Ausgrabungen ergaben, dass die Gegend schon um 1000 v. Chr. besiedelt war. Eberhard, der älteste Sohn des Grafen Eberhard von Viehbach aus einer Seitenlinie der Eppensteiner, nennt sich erstmals nachweislich nach Ratzenhofen (letztes Viertel 11. Jh.). Nach Eberhard II., Eberhard III., Albert und Heinrich von Ratzenhofen erscheint 1345 der Graf Hanns von Hals als Besitzer der Burg.
Über die Landgrafen von Leuchtenberg gelangte die Herrschaft Ratzenhofen 1377 an die Herzöge von Bayern und schließlich an die Herzöge von Bayern-Landshut. Um 1474 verwendete Herzog Georg der Reiche eine hohe Summe für Umbauten an der Feste, und im folgenden Jahr weilte der seit der berühmten Landshuter Hochzeit jungvermählte Herzog  mit seiner Frau Hedwig und seinem Hofgesinde in Ratzenhofen. Ansonsten wurde die Herrschaft durch Pfleger verwaltet.
1554 kamen die Herren von Mamming in den Besitz der Hofmark Ratzenhofen. Nach deren Aussterben fiel Ratzenhofen 1766 als Lehengut dem bayerischen Fiskus anheim. Durch Tausch seines Gutes Bedernau (Gemeinde Breitenbrunn) bei Mindelheim mit dem Kurfürsten wurde Hofzahlmeister Ignatz Josef von Kretz Herr auf Ratzenhofen. In den Jahren 1767 bis 1771 ließ er die Feste zum jetzigen Schloss umbauen. Über Gengolt von Cottel, einem Offizier Napoleons, der 1787 das Fräulein von Kretz ehelichte, kam das Schloss über die Familien Zieglmaier, Stampfl und Heindl 1918 in den Besitz der Familie Zierer, wo es bis heute verblieb.
Aus der Hofmark ging zu Beginn des 19. Jahrhunderts das Patrimonialgericht II. Klasse Ratzenhofen hervor. Auf Antrag des Patrimonialgerichtes wurden aus dem Gebiet der vormaligen Hofmark die patrimonialgerichtischen Gemeinden Pötzmes, Ratzenhofen und Walkertshofen gebildet. Am 12. Januar 1945 wurde Unterwangenbach zur Gemeinde Lindkirchen geschlagen. Am 1. Januar 1972 wurde die bis dahin selbstständige Gemeinde Appersdorf in die Gemeinde Ratzenhofen eingegliedert, am 1. Januar 1978 kam Mitterstetten hinzu. 1985 erfolgte die Umbenennung der Gemeinde in Elsendorf.
Am 30. Juni 2019 hatte der nunmehrige Gemeindeteil Ratzenhofen 283 Einwohner.

## Baudenkmäler
- Schloss Ratzenhofen. Die Vierflügelanlage mit Schlosskapelle St. Georg wurde 1767 bis 1771 erbaut und 1913 erneuert. Im Schloss wurde einst die erste Hopfenbrockmaschine vorgeführt. Heute finden hier zahlreiche Veranstaltungen statt.

## Vereine
- Freiwillige Feuerwehr Ratzenhofen